# Бог (Північна Кароліна)
Бог (англ. Bogue) — місто (англ. town) в США, в окрузі Картерет штату Північна Кароліна. Населення — 695 осіб (2020).

## Географія
Бог розташований за координатами 34°41′31″ пн. ш. 77°1′42″ зх. д. / 34.69194° пн. ш. 77.02833° зх. д. (34.691872, -77.028335).  За даними Бюро перепису населення США в 2010 році місто мало площу 7,78 км², з яких 7,16 км² — суходіл та 0,62 км² — водойми.

## Демографія
Згідно з переписом 2010 року, у місті мешкали 684 особи в 263 домогосподарствах у складі 205 родин. Густота населення становила 88 осіб/км².  Було 296 помешкань (38/км²).
Расовий склад населення:
| - 92,8 % — білих - 2,2 % — чорних або афроамериканців - 0,6 % — азіатів - 0,1 % — корінних американців - 2,5 % — осіб інших рас |

До двох чи більше рас належало 1,8 %. Частка іспаномовних становила 5,3 % від усіх жителів.
За віковим діапазоном населення розподілялося таким чином: 22,5 % — особи молодші 18 років, 61,6 % — особи у віці 18—64 років, 15,9 % — особи у віці 65 років та старші. Медіана віку мешканця становила 44,4 року. На 100 осіб жіночої статі у місті припадало 103,0 чоловіків;  на 100 жінок у віці від 18 років та старших — 99,2 чоловіків також старших 18 років.
Середній дохід на одне домашнє господарство  становив 68 271 долар США (медіана — 60 938), а середній дохід на одну сім'ю — 75 175 доларів (медіана — 67 375). Медіана доходів становила 43 846 доларів для чоловіків та 27 917 доларів для жінок. За межею бідності перебувало 4,1 % осіб, у тому числі 5,8 % дітей у віці до 18 років та 4,5 % осіб у віці 65 років та старших.
Цивільне працевлаштоване населення становило 317 осіб. Основні галузі зайнятості: освіта, охорона здоров'я та соціальна допомога — 28,7 %, роздрібна торгівля — 11,7 %, будівництво — 11,0 %.